# Neoheterospilus africanus
Neoheterospilus africanus är en stekelart som beskrevs av Sergey A. Belokobylskij 2006. Neoheterospilus africanus ingår i släktet Neoheterospilus och familjen bracksteklar. Inga underarter finns listade i Catalogue of Life.